# Кахабер II Гуриели
Кахабер II Гуриели (груз. კახაბერ ИИ გურიელი; умро 1483), из куће Гуријели, био је еристави („војвода“) од Гурије од око. 1469. до смрти 1483. године.
Кахабер II Гуриели је био син и наследник Мамије Гуријелија и, као и његов претходник, био је умешан у завршну фазу грађанског рата који је довео до распада Краљевине Грузије. Овај сукоб, који је достигао врхунац 1460-их, супротставио је грузијског краља Ђорђа VIII против локалних владара као што су Баграт II од Имеретије и Кварквареа II Џакелија, принц од Самтсхеа. Кахабер II је дао подршку обојици. За награду, Кваркваре је уступио своја права у провинцијама Адјара и Канети Гуријелију, који је освојио ове земље силом оружја, десеткујући или протерујући оне племиће који су остали верни краљу Грузије.
Кахаберови односи са Багратом II од Имеретије, новокрунисаним краљем у западној Грузији, погоршали су се због Гуријелијевих напора да стекне аутономију и зато што је пружио подршку побуни његовог рођака Вамека II Дадијанија, принца од Мингрелије. Након Багратове смрти 1478. године, Кахабер II и Вамек II су одбили да признају наследника покојног краља Александра II и помогли су супарничком монарху, Константину II од Картлија, да заузме Имеретију 1479. Кахабер II је умро 1483. године. Наследио га је Георгиј I Гуријели, његов једини познати син из брака са Аном, који је познат по иконопису из манастира Шемокмеди.